# ウシュク・コシャネル
セバハッティン・ウシュク・コシャネル（Sebahattin Işık Koşaner、1945年12月5日−）は、トルコの陸軍軍人。2010年に第27代参謀総長に就任したが、2011年にエルドアン政権との意見の対立を理由に辞職した。

## 経歴
ゾングルダク県デヴレキに生まれる。1965年に陸軍士官学校を卒業し、翌年歩兵学校を修了。1974年のキプロス紛争では特殊部隊を指揮した。1976年までさまざまな部隊で勤務を重ね、1978年に軍事大学を修了して参謀将校となり、参謀本部に勤務した。1992年に准将に昇進。2004年に大将に昇進し、エーゲ軍司令官を務めた。
2008年4月30日、陸軍総司令官に就任。2010年8月に第27代参謀総長に就任した。しかしレジェップ・タイイップ・エルドアン首相との意見対立を理由に、その他の陸軍首脳ともども辞職した。この事態は、伝統的に首相をしのぐほどの影響力を誇ってきた軍部の権威低下を示すものとして注目された。
家族はヌルダン夫人と2児。